# Luckenwalde
Luckenwalde är en stad i det tyska förbundslandet Brandenburg och huvudort i Landkreis Teltow-Fläming.  Staden är belägen omkring 50 km söder om Berlin.

## Geografi
Staden ligger vid den mindre floden Nuthe som under vissa år för högvatten (senast 1941). Därför skapades i Luckenwalde flera kanaler och dambyggnader för att skydda stadens hus.

## Historia
Under 600- och 700-talet flyttade slaver till regionen och grundade här orten Lugkin. I orten byggdes en försvarsanläggning av trä.  Under 1100-talets tyska korståg mot västslaverna och expansion österut (se Ostsiedlung) kom regionen att koloniseras av tyska bosättare och lades under huset Wettin, som rev träborgen och ersatte den med en stenborg.

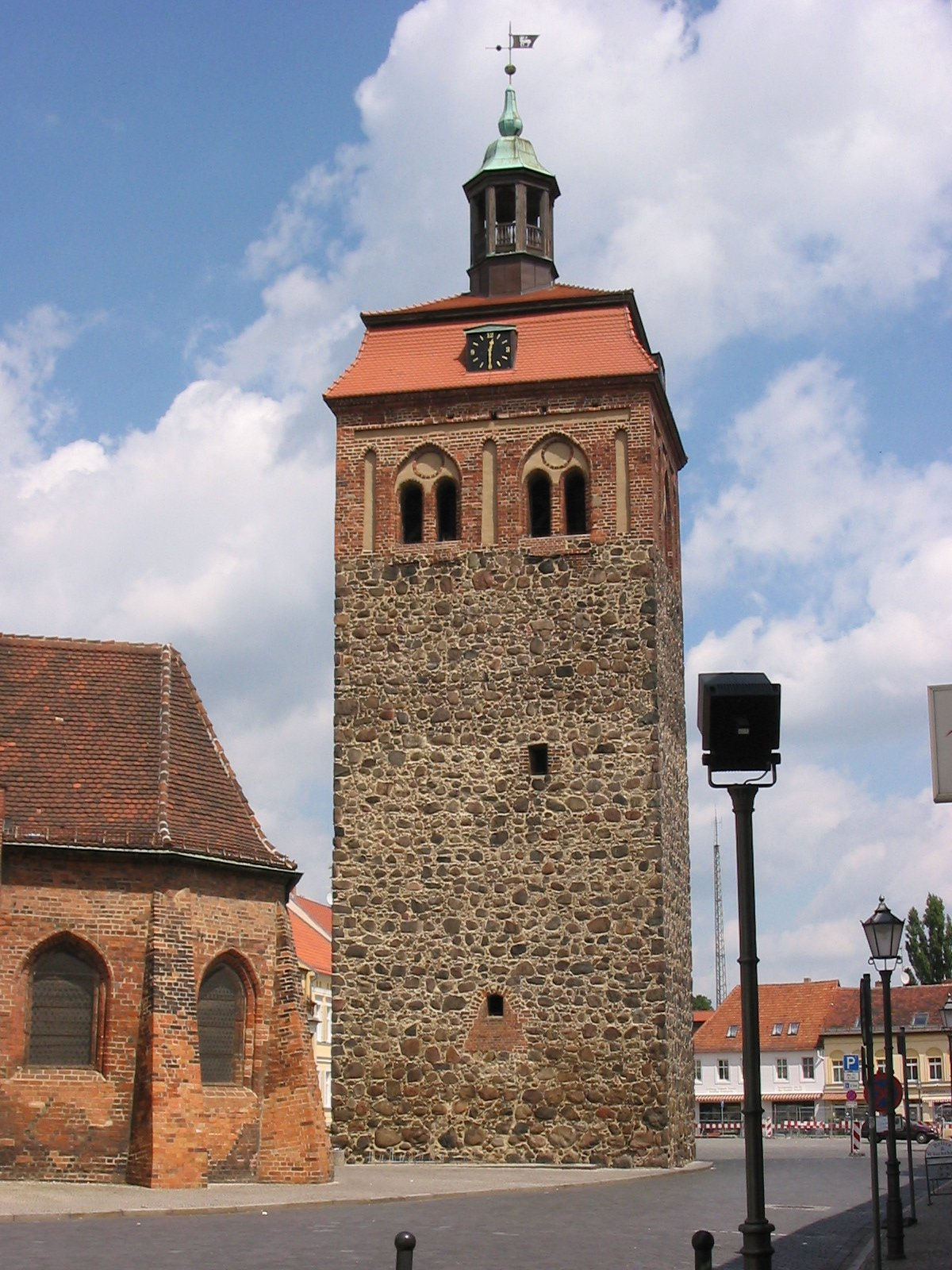
Marktturm i Luckenwalde är ett av stadens landmärken och utgör en rest av den medeltida borganläggningen.

1285 köptes orten, som vid tiden hade en status som liknade köping, av cisterciensorden, som hade sitt regionala säte i Zinna. Luckenwaldes betydelse ökade på grund av sitt läge vid en salthandelsväg mellan Halle (Saale) och Berlin. Dessutom etablerades ett ölbryggeri i orten. Borgarna i staden Jüterbog tyckte att Luckenwalde saknade rätten att brygga öl vad som ledde till flera slagsmål mellan invånarna.
Staden anslöts till järnvägen Berlin - Halle 1841 och kom under andra halvan av 1800-talet att snabbt utvecklas som industristad. Staden var framförallt berömd för produktion av textilier och hattar. År 1867 patenterade bokbindaren Hermann Henschel här den första engångspapptallriken i världen och grundade en fabrik som fortsatte tillverka engångstallrikar fram till nedläggningen 2012.
I staden låg under andra världskriget krigsfånglängret Stalag III a, där mer än 5000 krigsfångar, huvudsakligen från Sovjet, dog under kriget. Staden intogs 22 april 1945 av Röda armén och klarade sig relativt oskadd undan krigsförstörelse.
Under DDR var staden huvudort i distriktet Kreis Luckenwalde i Bezirk Potsdam.
Luckenwalde har sedan 1990-talet haft kraftigt sjunkande befolkningstal till följd av hög arbetslöshet och utflyttning, med ett högt antal tomma lägenheter.
Efter Tysklands återförening 1990 och bildandet av förbundslandet Brandenburg blev staden 1993 huvudort för den nybildade Landkreis Teltow-Fläming. Sedan dess är staden utvald till en av Brandenburgs officiella regionala tillväxtkärnor, med statliga åtgärder för att underlätta nyetablering av högteknologibranscher som solpanelstillverkning och bioteknologi.

## Befolkning
- Befolkningsutveckling sedan 1875 inom nuvarande kommungränser.
- Aktuella befolkningsutveckling (blå linje) och prognoser.

| År   | Invånare |
| ---- | -------- |
| 1875 | 14 699   |
| 1890 | 19 173   |
| 1910 | 24 213   |
| 1925 | 25 625   |
| 1933 | 26 784   |
| 1939 | 29 383   |
| 1946 | 31 927   |
| 1950 | 31 668   |
| 1964 | 29 968   |
| 1971 | 29 700   |

| År   | Invånare |
| ---- | -------- |
| 1981 | 27 957   |
| 1985 | 27 487   |
| 1989 | 27 096   |
| 1990 | 26 544   |
| 1991 | 25 688   |
| 1992 | 25 306   |
| 1993 | 24 983   |
| 1994 | 24 675   |
| 1995 | 24 185   |
| 1996 | 23 803   |

| År   | Invånare |
| ---- | -------- |
| 1997 | 23 383   |
| 1998 | 23 052   |
| 1999 | 22 683   |
| 2000 | 22 389   |
| 2001 | 22 111   |
| 2002 | 21 813   |
| 2003 | 21 718   |
| 2004 | 21 570   |
| 2005 | 21 373   |
| 2006 | 21 176   |

| År   | Invånare |
| ---- | -------- |
| 2007 | 20 902   |
| 2008 | 20 726   |
| 2009 | 20 637   |
| 2010 | 20 471   |
| 2011 | 20 230   |
| 2012 | 20 154   |
| 2013 | 20 185   |
| 2014 | 20 060   |
| 2015 | 20 358   |
| 2016 | 20 521   |

| År   | Invånare |
| ---- | -------- |
| 2017 | 20 674   |
| 2018 | 20 522   |
| 2019 | 20 582   |
| 2020 | 20 586   |

## Kommunikationer

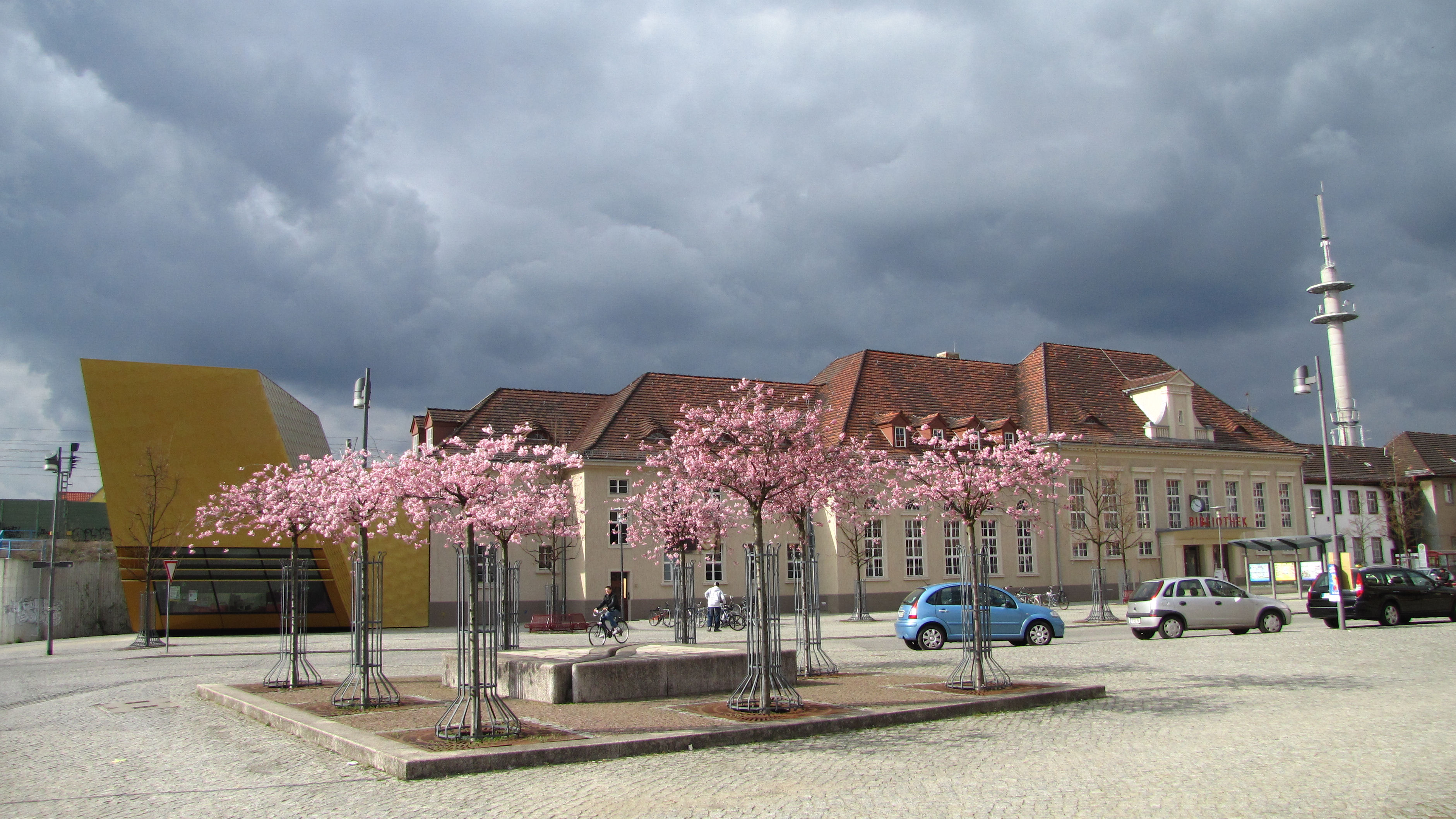
Stadens byggnadsminnesmärkta järnvägsstation inrymmer efter en ombyggnad idag även stadsbiblioteket.

Staden har en byggnadsminnesmärkt järnvägsstation på linjen Berlin - Halle an der Saale och har täta regionalexpresstågförbindelser i riktning mot Berlin, Wittenberg och Falkenberg/Elster.
Luckenwalde ligger vid förbundsvägen Bundesstrasse 101 (Berlin - Aue), som passerar genom stadskärnan. Den nya förbifartssträckningen som är under uppförande (2013) kommer att uppgradera vägen till flerfilig motortrafikled och passerar väster om stadskärnan.

## Kända ortsbor

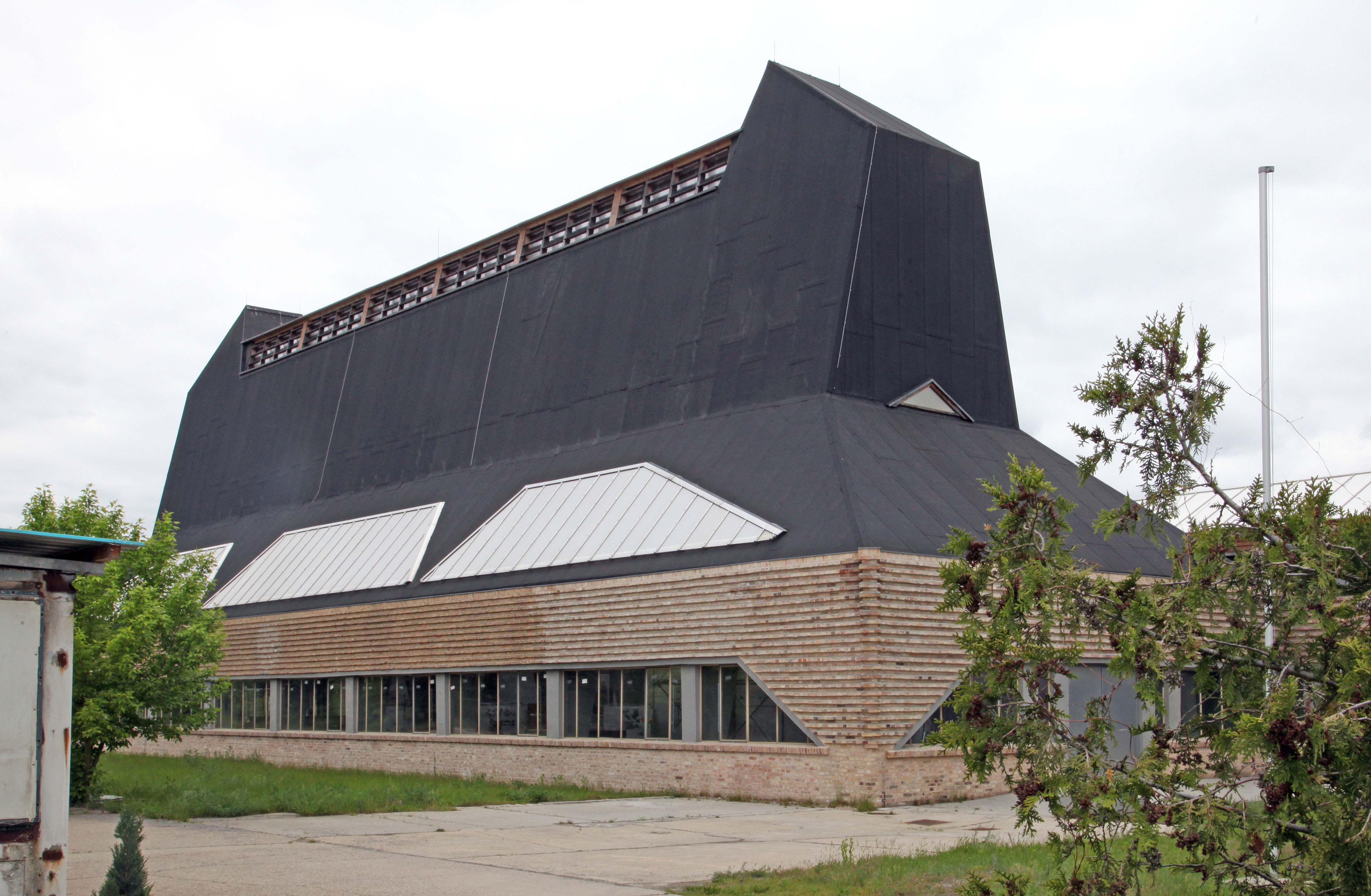
Den före detta hattfabriken i Luckenwalde, ritad av Erich Mendelsohn.

Arkitekten Erich Mendelsohn har genom flera byggnader stark koppling till Luckenwalde.
Följande personer har bott och verkat i Luckenwalde:
- Hartmut Briesenick (född 1949), östtysk OS-bronsmedaljör 1972 i kulstötning.
- Rudi Dutschke (1940-1979), vänsterradikal studentledare, gick i skolan i Luckenwalde.
- Hermann Henschel (1843-1918),  bokbindare, uppfinnare av papptallriken.